# Trio pour piano, violon et violoncelle (Chausson)
Pour les articles homonymes, voir Trio pour piano, violon et violoncelle (homonymie).
Le Trio pour piano, violon et violoncelle en sol mineur opus 3 est une composition de musique de chambre d'Ernest Chausson. Composé en 1881, il est créé le 8 avril 1882 à la Société nationale de musique avec André Messager au piano, Guillaume Rémy au violon, Jules Delsart au violoncelle.

## Structure
1. Pas trop lent - animé
2. Vite
3. Lent
4. Animé

- Durée d'exécution : trente deux minutes

### Ouvrages généraux
- François-René Tranchefort, Guide de la musique de chambre, Paris, Fayard, coll. « Les indispensables de la musique », 1998 (1re éd. 1989), 995 p. (ISBN 2-213-02403-0), p. 216.
- Walter Willson Cobbett (trad. Marie-Stella Pâris, préf. Alain Pâris), Dictionnaire encyclopédique de la musique de chambre : A-J [« Cobbett's Cyclopedic Survey of Chamber Music »], t. 1, Paris, Robert Laffont, coll. « Bouquins », 1999 (1re éd. 1963), 1627 p. (ISBN 2-221-07847-0), p. 284.

### Monographies
- Jean Gallois, Ernest Chausson, Paris, Fayard, 1994, 605 p. (ISBN 978-2-213-03199-6).